# Хоссбах, Вильгельм
Петер Вильгельм Генрих Хоссбах (нем. Peter Wilhelm Heinrich Hossbach; 1784—1846) — немецкий протестантский богослов.

## Биография
Петер Вильгельм Генрих Хоссбах родился 20 февраля 1784 года в местечке Вустерхаузене в семье учителя начальной школы. 

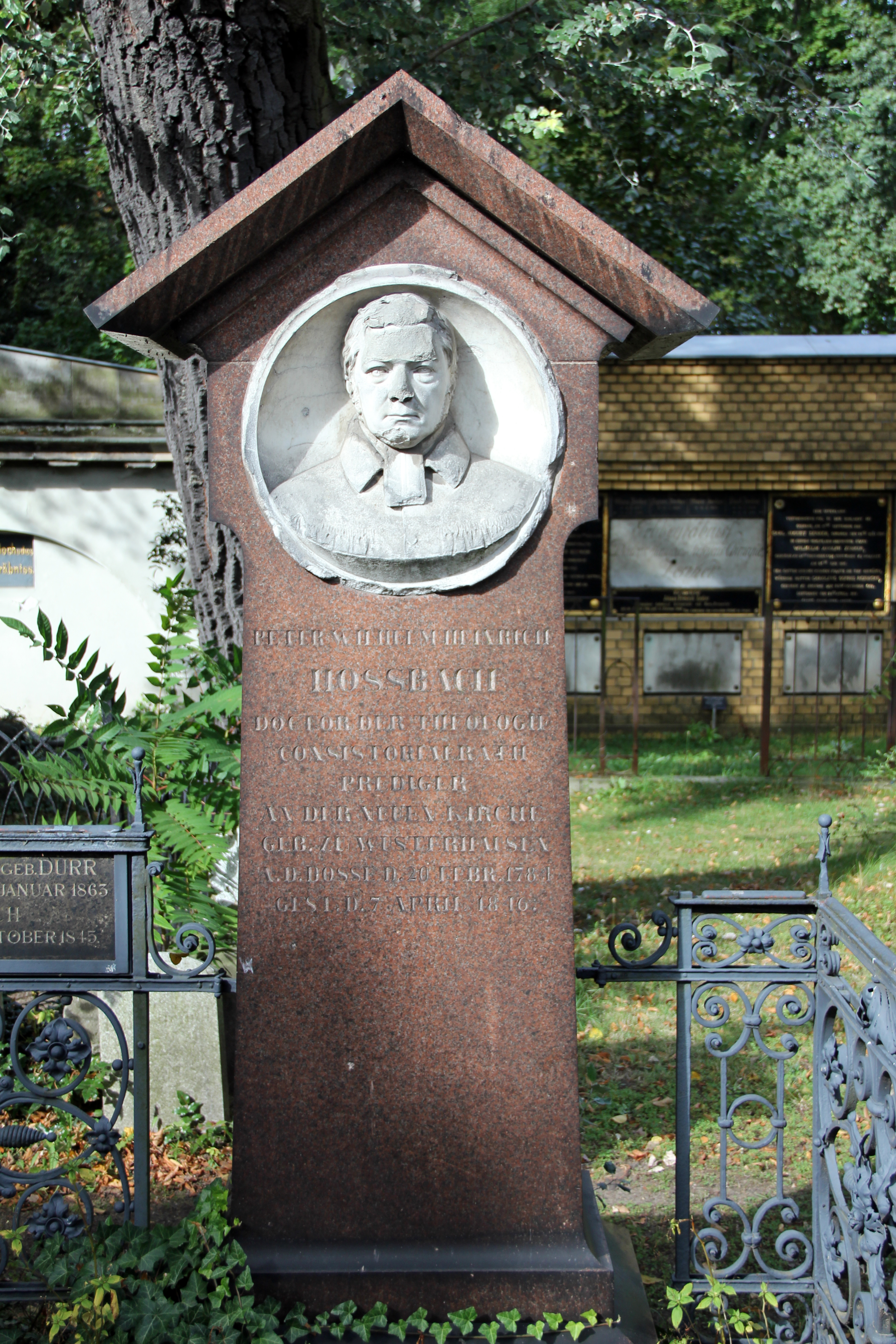
Могила Х.

С 1803 года учился протестантской теологии в Галле (Саксония-Анхальт) и Вустерхаузене (Доссе).
Был проповедником в городе Берлине и затем суперинтендантом. В. Хоссбах писал и действовал в духе Фридриха Шлейермахера.
Кроме семи собраний «Predigten» (1822—1848), он издал: «Joh. Andreä und sein Zeitalter» (1819); «Phil. Jak. Spener und seine Zeit» (3 изд. 1861).
Петер Вильгельм Генрих Хоссбах умер 7 апреля 1846 года в столице Германии.
Его сын Теодор (1834—1894), пошёл по стопам отца и также стал теологом и проповедником, известным своим свободным направлением, настроившим против него ортодоксальных богословов.